# NLRP14
NLRP14 (англ. NLR family, pyrin domain containing 14) — цитозольный белок, Nod-подобный рецептор семейства NALP, продукт гена NLRP14, играет роль в сперматогенезе. Клонирован в 2003 году.

## Функции
Играет роль в сперматогенезе и, возможно, в воспалении.

## Структура
Зрелый белок состоит из 1093 аминокислот, молекулярная масса — 124,7 кДа. Молекула включает домены DAPIN и NACHT, 11 LRR (лейцин-обогащённых)-повторов и участок связывания АТФ.

## Тканевая специфичность
Экспрессирован только в яичках, где представлен в сперматогонии, сперматоцитах и сперматидах.

## В патологии
Мутации гена NLRP14 приводят к нарушению сперматогенеза.